# Peleng-Koboldmaki
Der Peleng-Koboldmaki (Tarsius pelengensis) ist eine Primatenart aus der Gruppe der Koboldmakis.

## Merkmale
Peleng-Koboldmakis sind wie alle Koboldmakis sehr kleine Primaten. Von anderen Koboldmakis aus der Region Sulawesi unterscheiden sie sich durch das rötlichere Fell. Die Hinterbeine sind sehr lang, auch die Fußwurzeln sind vergrößert. Der Schwanz ist länger als der Rumpf, er ist am hinteren Ende mit einem Haarbüschel versehen. Der Kopf wird wie bei allen Koboldmakis durch die großen Augen charakterisiert, auch die Ohren sind vergrößert.

## Verbreitung und Lebensraum

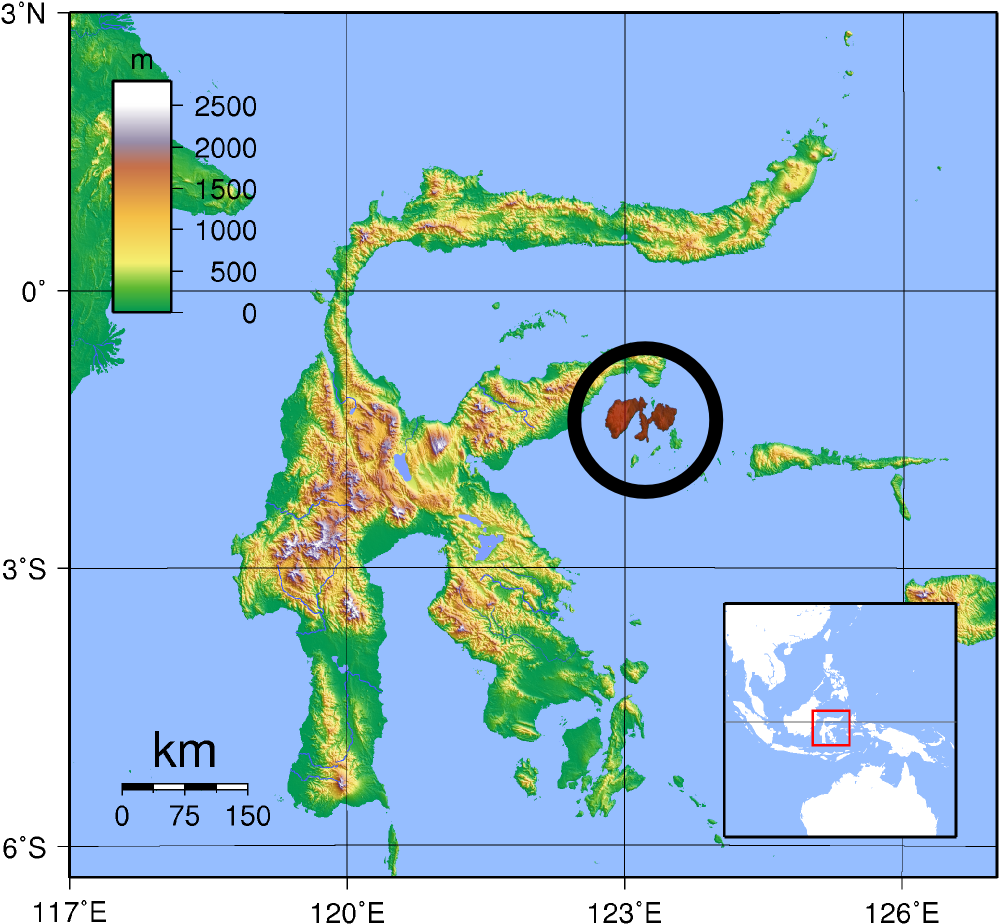
Verbreitungsgebiet des Peleng-Koboldmakis

Diese Primaten sind auf der Insel Peleng, der größten der Banggai-Inseln, vor der Ostküste Sulawesis endemisch. Unbestätigten Berichten zufolge leben sie auch auf anderen Inseln der Banggai-Gruppe. Ihr Lebensraum sind Regen- und Mangrovenwälder.

## Lebensweise
Peleng-Koboldmakis sind wie alle Koboldmakis nachtaktive Baumbewohner, die tagsüber im dichten Pflanzenbewuchs schlafen. In der Nacht gehen sie auf Nahrungssuche, dabei bewegen sie sich senkrecht kletternd und springend fort. Sie halten sich meist weniger als zwei Meter hoch in den Bäumen auf.
Sie leben in kleinen Gruppen von zwei bis sechs Tieren, die Gruppen setzen sich aus einem Männchen, einem oder mehreren Weibchen und den gemeinsamen Jungtieren zusammen. Mit morgendlichen Duettgesängen der Männchen und Weibchen weisen sie Artgenossen auf ihr Territorium hin.
Sie sind wie alle Koboldmakis reine Fleischfresser und ernähren sich von Insekten und kleinen Wirbeltieren.

## Gefährdung
Die Zerstörung ihres Lebensraums stellt die Hauptbedrohung der Peleng-Koboldmakis dar. Ihr Verbreitungsgebiet ist mittlerweile stark zerstückelt und dürfte nicht mehr als 5000 km² umfassen. Die IUCN listet die Art darum als „stark gefährdet“ (endangered).